# Ville de Gosford
La ville de Gosford (en anglais : City of Gosford) est une ancienne zone d'administration locale située dans l'État de Nouvelle-Galles du Sud en Australie. En 2016, elle est intégrée au conseil de la Côte centrale.

## Géographie
La zone s'étendait sur 940 km2 sur la côte de la mer de Tasman, dans la région de la Côte centrale au nord de Sydney.
Elle était partagée entre une bande côtière entre le fleuve Hawkesbury au nord jusqu'à Forresters Beach au sud, comprenant les villes (towns) de Killcare, MacMasters Beach, Avoca Beach, Terrigal et Wamberal, plusieurs villes à l'intérieur de la zone et des quartiers résidentiels (Kincumber, Erina, Gosford, Wyoming, Woy Woy) et à l'ouest une zone à la population clairsemée dans une région où l'on retrouve surtout le bush d'origine.

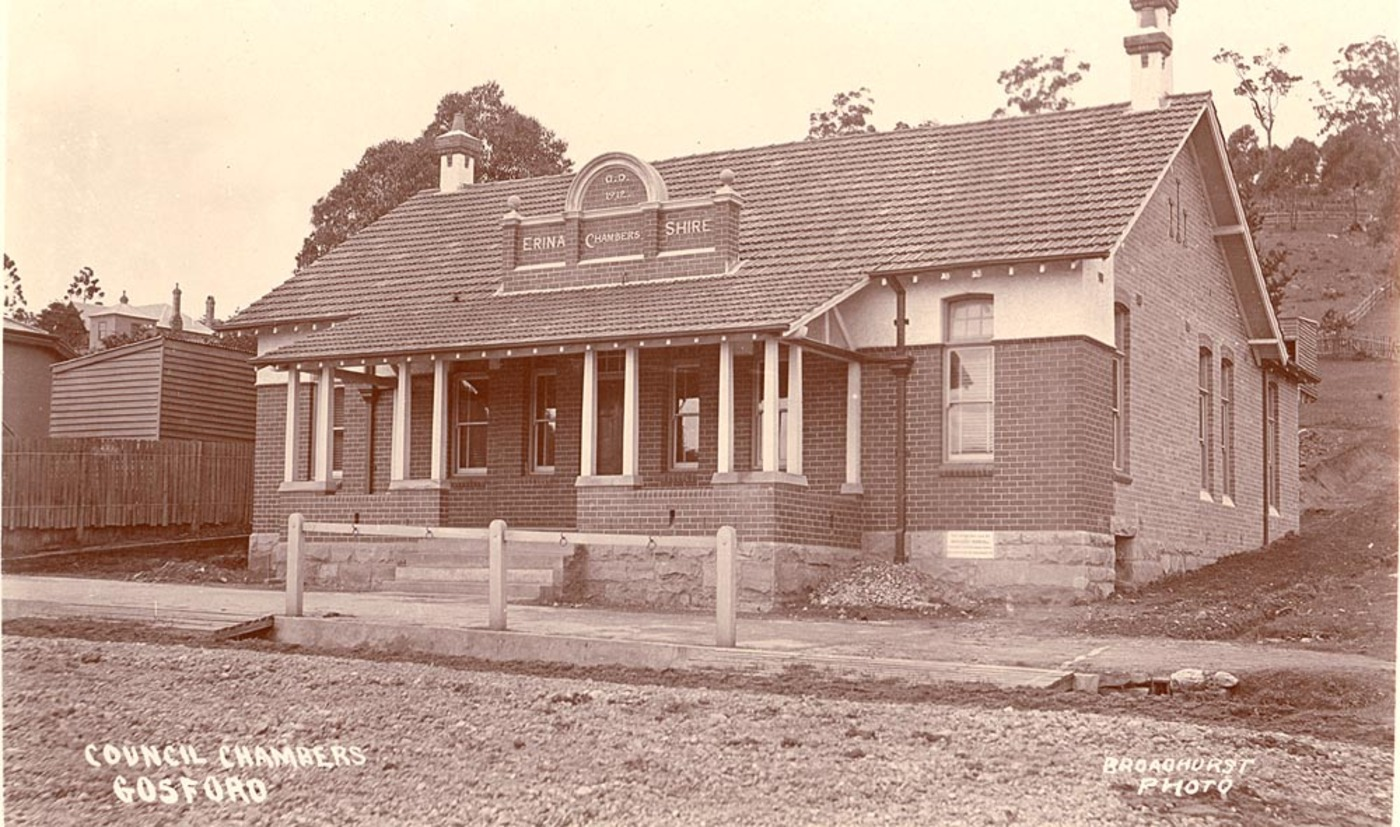
Erina Shire Chambers à Gosford, construite en 1912

## Histoire
Le 12 mai 2016, le gouvernement de Nouvelle-Galles du Sud décide de fusionner la ville de Gosford et le comté de Wyong pour former la nouvelle zone d'administration locale de la Côte centrale.

## Démographie
| 2001    | 2006    | 2011    |
| ------- | ------- | ------- |
| 154 045 | 158 157 | 162 440 |

## Jumelages
La ville de Gosford était jumelée avec :
- Nitra (Slovaquie) depuis 1988
- Edogawa (Japon) depuis 1988 (maintenu par le conseil de la Côte centrale)[2]